# Sensation
A Sensation egy, az ID&T által szervezett elektronikus zenei partysorozat, amely Hollandiából indult és mára további 20 országban van jelen. A széria 2000–ben született Sensation néven majd 2002-től 2 műfajba sorolták a Sensation-t Sensation Black és Sensation White. A Sensation Black abban különbözik a White-tól, hogy Hardstyle-t, Hardcore-t és Frenchtek zenéket játszanak és persze a fekete ruha viselete. Évente több helyszínen kerül megrendezésre. Az első partynak az Amsterdam Arena adott otthont, majd Magyarország, Belgium, Németország, Lengyelország, Csehország, Dánia, Spanyolország, Oroszország, Litvánia, Lettország, Ausztria, Chile, Brazília, Ausztrália, Svájc és Portugália stadionjai és koncerttermei következtek. Magyarországra 2008. május 3–án látogatott először a sorozat, 2009–ben május 16–án, a Papp László Budapest Sportarénában volt a rendezvény. A Sensation Black csak Belgiumba és Hollandiába látogat el.

## Történet
Az őrület 2000-ben vette kezdetét, amikor Duncan Stutterheim és testvére gondoltak egyet, majd megrendezték az első Sensation-t az arénában. Itt még nem volt kötelező a fehér viselet. A fehér dress code egy sajnálatos tragédia miatt alakult ki: az első buli után, a főszervező, Duncan testvére autóbalesetben életét veszítette. A 2001-ben megrendezett Sensation-re a főszervezők azt kérték, hogy tiszteletből jöjjenek fehérben az emberek, de nem volt kötelező. Nagy meglepetésre szinte mindenki abba ment, és azóta lett kötelező a fehér ruha.
A 2000–es indulást követően két évvel már dupla rendezvénnyel, Sensation White–tal és Sensation Blackkel jelentkezett a holland party. A White a house és trance vonalán haladt tovább, a Black a keményebb, hardstyle és hardcore kedvelőit szolgálta ki. Mindkét party esetében jelentős szerep jut a dresscode–nak, amely fehér, illetve fekete öltözéket követel, ezzel egységesítve, eggyé gyúrva a közönséget.
2009 óta nem kerül megrendezésre az Amsterdam Arénában a Black változata, már csak white bulik vannak.
A Sensation White 2005–ben lépte át a holland határt Belgium felé, az antwerpeni partyt követően Németországban is gyökeret vert. A pozitív külföldi fogadtatásnak köszönhetően pár év alatt tucatnyi országba jutott el a sorozat, Dél–Amerikától Ausztráliáig, mindenhol tízezres tömegeket megmozgatva.
A Sensationt otthonában, Amszterdamban, évek óta telt házzal fogadják a rajongók. Az Amsterdam ArenA kapacitása: 40 000 fő.

## A téma
A Sensation White sorozat minden évben új témát dolgoz föl, egyedi díszletekkel és látványshow–val. 2007-ben a szerelem volt a téma, de a sensation közönsége már átélhette, milyen is a görög mitológia világa, a négy elemé (tűz, víz, levegő, föld), a víz alatti világé (The Ocean of White), a Gonosz csodaországé (Wicked Wonderland).
2008-ban és 2009-ben a korábban Amszterdamban bemutatott "The Tree of Love", és a "The Ocean of White" című epizód érkezett a Magyarországra, A Papp László Budapest Sportarénába. A Sensation 2009-óta nem látogatott el Magyarországra.
- 2002 – Religion
- 2003 – Water and fire
- 2004 – Greek Mithology
- 2005 – The Space
- 2006 – Dreams
- 2007 – Tree of Love
- 2008 – The Ocean of White
- 2009 – Wicked Wonderland
- 2010 – Celebrate Life
- 2011 – Innerspace
- 2012 – Source of light
- 2013 – Into the wild
- 2014 – Welcome to the Pleasuredome
- 2015 – The Legacy

## Megamix
A Sensation White partyk csúcspontja a dj-k (lemezlovasok) játéka közé beillesztett, körülbelül félórás Megamix–show. Rögzített zenére megrendezett koreográfia, hatalmas díszletek között – táncosok, artisták, lézerek, tűzijátékok látványshow–ja a tizennyolc–húsz számos mixszel összehangolva. A fellépő dj–ken kívül olyan populárisabb előadók is bekerültek már a blokkba, mint a Röyksopp, a Daft Punk, a Prodigy vagy a Faithless. 2009-től, a Wicked Wodnerland show-val a Megamix is átalakult, az időtartama körülbelül 10 percre csökkent, a neve pedig változott: The Mix. 2011-től nincs Mix, helyette rövidebb, ám annál ütősebb show műsorok vannak.

## Dresscode
"Be Part of the Night – Dress in White" – szól a szlogen, amely frappánsan megfogalmazza az egységes öltözködés lényegét. A közönség tagjaitól megkövetelt fehér ruházat (Black: fekete ruházat) révén a többezres bulizó tömeg vizuálisan is a show részévé válik. A farmer mellőzendő – még ha fehér is –, de a cipő és a ruházat logói lehetnek bármilyen színűek. A dress code (öltözködési protokoll) elhibázása esetén még érvényes jeggyel sem lehet bejutni a partyra.

## Deluxe–jegyek
Különtermekkel, külön ruhatárral és bejárattal, továbbá a küzdőtéren kialakított lelátókkal kényezteti tulajdonosait az alapkomfortot megsokszorozó Deluxe–jegy. A jegyhez rendszerint külön bejárat, külön ruhatár, büfé, lelátók és bizonyos szintig ingyenes fogyasztás jár.

## Lineup

### Sensation
A szervezők célja minden évben sztár–dj–ket szerződtetni. Leginkább a house képviselői kerülnek középpontba, a trance jóval kevesebb szerepet kap a 2000–es kezdéshez képest. A legnagyobb nevek természetesen többször is meghívást kapnak egy–egy sorozatban, a majd' évtizedes múltú Sensation fellépője volt például David Guetta, Fedde Le Grand, Tocadisco, Tiësto, André Tannenberg, Paul van Dyk, André Tanneberger, Armin van Buuren, Darren Emerson, David Guetta, Deadmau5, Erick E, Erick Morillo, Ferry Corsten, Marco V, Paul van Dyk, Johan Gielen, Sebastian Ingrosso, Sander Kleinenberg, Steve Angello, Mason, Felix Da Housecat, Laidback Luke és Rank 1 is. A jelentősebb munkásságú lemezlovasok szerepeltetése mellett kiemelt figyelmet fordítanak a lineup folyamatos frissítésére, így a különböző helyszínek közönsége évente láthat–hallhat új arcokat. A tavalyi budapesti Sensationön fellépett Sebastian Ingrosso, Fedde Le Grand és Paul Oakenfold. A küzdőtér megnyitása után minden városban hazai dj–k kezdik pörgetni a fehér tömeget. E megoldás szintén profi szervezési koncepcióra vall, hiszen ezzel nemcsak a helyi house–kultúrának adnak lökést, hanem a közönség is az általa jól ismert ütemekre melegíthet. 2008–ban Hamvai PG és Bárány képviselte hazánkat, az idei budapesti Sensationön Danny–L és Sullivan formációja, a Muzzaik kezdi a show–t.
A 2009–es budapesti Sensation lineupja:
- 22:00 Muzzaik
- 23:00 Axwell
- 00:30 Sebastian Ingrosso (nem jött el)
- 02:00 Megamix
- 02:30 Sander Van Doorn
- 03:45 Tocadisco

### Black
Itt szintén a híresebb dj-ket szerződtetik. Leginkább a hardstyle képviselői kerülnek a középpontba, a hardcore kevés szerepet kap mindössze egy előadót szerződtetnek. A legnagyobb nevek: Angerfist, Brennan Heart, Coone, D-Block & S-Te-Fan, Deepack, Donkey Rollers, Headhunterz, Lady Dana, Luna, Noisecontrollers, Noize Suppressor, Outblast & Promo, Scot Project, The Prophet, Zany. Természetesen itt is minden évben új arcok vannak.
A 2011-es belgiumi Black lineupja:
- Fenix
- Coone
- The Prophet
- Brennan Heart
- Scantraxx Reloaded: Headhunterz & Wildstylez
- Scantraxx RAW: Frontliner & Ran-D
- Noisecontrollers
- Italian Madness: Technoboy vs Tuneboy, Tatanka vs Zatox
- Black Overdose
- Alphaverb & Intractable One (AVIO)
- Hardcore heroes: Neophyte, Evil Activities, Tha Playah, Kasparov, Endymion, Nosferatu, Ruffneck, Ophidian
- Angerfist

## Helyszín
A hatalmas díszletek, a fénytechnika, az artisták és táncosok helyigénye stadionokat, sportcsarnokokat követel. Az ilyen helyszíneken kényelmesen elfér egy nyolcvan méter széles színpad vagy egy húsz méter magas lombos fát szimbolizáló díszlet is. A holland Amsterdam Arena, a düsseldorfi LTU Arena és a Papp László Budapest Sportaréna is ilyen. A helyszínül szolgáló városok az egyes térségek partyközpontjaiként több tízezres tömegeket mozgatnak meg. A kontinensünket Lisszabontól Moszkváig, Rigától Budapestig betakaró "fehér hullám" már elérte a brazíliai Sao Paulo, továbbá Santiago de Chile és az ausztráliai Melbourne metropoliszát is.

## The Anthems
- 2000¹ Cygnus X – Superstring (Rank 1 Remix)
- 2001¹ Rank 1 – Such Is Life

Black
- 2002 The Rush – The Anthem 2002 (Lady Dana Remix) (Black Edition)
- 2003 Ricky Fobis – No Regular
- 2004 DJ Luna – Mindspace
- 2005 The Rush & Thalamus – Shock Your Senses
- 2006 -
- 2007 DJ Ghost – My Sensation Is Black (Belgium)
- 2007 Black Identity – Blckr Thn Blck
- 2008 Showtek – Black Anthem 2008
- 2009 -
- 2010 Max Enforcer Feat. The Rush – Fade to Black
- 2011 The Prophet – Pitch Black

White
- 2002 The Rush – The Anthem 2002 (White Edition)
- 2003 Rank 1 (based on Wolfgang Amadeus Mozart) – The Anthem 2003
- 2004 The Rush (based on Carl Orff) – The Anthem 2004
- 2005 First & André – Widescreen (Belgium)
- 2005 Armin van Buuren feat. Jan Vayne (based on Frédéric Chopin) – Serenity
- 2005 Samuel Kindermann – Die Hymne White 2005 (Germany)
- 2006 Fred Baker – Forever Friends (Belgium)
- 2006 Sander Kleinenberg – This is Sensation
- 2006 Moguai – I want, I need, I love (Germany)
- 2006 Nitrous Oxide pres. Redmoon – Cumulus & F.L.A.M.E. – Sensation (Poland)
- 2007 Ferry Corsten – Loud Electronic Sensation (Belgium)
- 2008 Armin van Buuren – Track Name Here(Chile)

## Kapcsolódó oldalak
- Angol nyelvű hivatalos (Sensation) Black-honlap
- Angol nyelvű hivatalos Sensation–honlap
- Magyar nyelvű aloldal a Sensation.comon
- Showtime Budapest, a hazai szervező
- Magyarországi Sensation–blog